# مارجريت جوف كامفرمان
مارجريت جوف كامفرمان (بالإنجليزية: Margaret Gove Camfferman)‏ ( 1881-1964 ) هي رسامة أمريكية.
ولدت مارجريت جوف في عام 1881 روتشستر، مينيسوتا .  ذهبت للدراسة في مدرسة منيابولس للفنون الجميلة .  في عام 1915 انتقلت إلى جزيرة ويدبي، واشنطن، حيث تزوجت من بيتر كامفرمان ، فنان هولندي.  كانت عضوًا في مجموعة اثني عشر في سياتل وأيضاً الفنانات في واشنطن .  
تم تضمين عملها في المجموعة الدائمة لمتحف سياتل للفنون  وإدارة الخدمات العامة . 